# Séries de divisions de la Ligue nationale de baseball 2016
Les Séries de divisions de la Ligue nationale de baseball 2016 sont deux séries éliminatoires jouées dans la Ligue nationale de baseball, l'une des deux composantes des Ligues majeures de baseball. Ces deux séries sont jouées du vendredi 7 octobre au jeudi 13 octobre 2016.
Les Cubs de Chicago l'emportent trois matchs à un sur les Giants de San Francisco et les Dodgers de Los Angeles éliminent les Nationals de Washington trois matchs à deux pour accéder à la Série de championnat 2016 de la Ligue nationale.

## Équipes en présence
Les Séries de divisions se jouent au meilleur de cinq parties et mettent aux prises les champions des trois divisions (Est, Centrale et Ouest) de la Ligue nationale, ainsi qu'un des deux clubs qualifiés comme meilleurs deuxièmes.
Les participants qualifiés comme champions de divisions seront connus à l'issue de la saison 2016 de la Ligue majeure de baseball, et le quatrième participant est déterminé par le résultat du match de meilleur deuxième opposant deux clubs qualifiés sans avoir terminé au premier rang de leur division.
Dans chaque Série de division, la première équipe à remporter 3 victoires accède au tour éliminatoire suivant. L'équipe ayant conservé la meilleure fiche victoires-défaites en saison régulière a l'avantage du terrain et reçoit son adversaire lors des deux premiers matchs de la série, ainsi que lors du 5e affrontement, s'il s'avère nécessaire.

## Giants de San Francisco vs Cubs de Chicago
Les Cubs de Chicago de 2016 sont la meilleure équipe du baseball majeur en saison régulière avec 103 victoires contre 59 défaites. Ils réalisent leur meilleure saison depuis les 104 matchs gagnés lors des saisons 1909 et 1910, et gagnent au moins 100 parties pour la première fois depuis 1935. Chicago occupe le premier rang de la division Centrale de la Ligue nationale tous les jours de la saison sauf un : la 4e journée, où ils se retrouvent brièvement en seconde place. Leurs plus proches poursuivants dans la section Centrale, les Cardinals de Saint-Louis, terminent 17 matchs et demi derrière Chicago. Les Cubs marquent 252 points de plus qu'ils n'en accordent à leurs adversaires et leurs lanceurs partants affichent la meilleure moyenne de points mérités collective (2,96) des majeures. Gagnants de 6 matchs de plus qu'en 2015, les Cubs accèdent aux séries éliminatoires pour le deuxième automne consécutif.
Les Giants de San Francisco connaissent une saison 2016 en deux temps. À la pause du match des étoiles le 10 juillet, leur fiche de 57 victoires et 33 défaites est la meilleure du baseball majeur ; mais du 15 juillet au 26 août, ils ne gagnent que 11 matchs sur 36, la pire performance du baseball durant cette période. Le résultat est que l'avance de 6 parties et demi que détenaient les Giants en tête de la division Ouest de la Ligue nationale se dissipe rapidement et, avec au fil d'arrivée une fiche de 87 victoires et 75 défaites, ils terminent deuxième de leur section, avec 4 matchs gagnés de moins que les Dodgers de Los Angeles. Tout de même gagnants de 3 parties de plus qu'en 2015, les Giants se qualifient pour les séries éliminatoires comme l'un des deux meilleurs deuxièmes de la Ligue nationale et éliminent les Mets de New York dans le match de meilleur deuxième qui précède leur série face aux Cubs. San Francisco joue en éliminatoires pour la 4e en 7 ans et espère prolonger sa séquence de triomphes lors des années paires, après avoir gagné la Série mondiale en 2010, 2012 et 2014.
En saison régulière 2016, Chicago a remporté 4 des 7 matchs joués contre San Francisco. Les deux clubs s'affrontent pour la deuxième fois en séries éliminatoires, les Giants ayant remporté l'affrontement précédent à l'occasion de la Série de championnat 1989 de la Ligue nationale.

### Calendrier des rencontres
| Match | Date       | Visiteur                | Hôte                    | Score              |
| ----- | ---------- | ----------------------- | ----------------------- | ------------------ |
| 1     | 7 octobre  | Giants de San Francisco | Cubs de Chicago         | 0 - 1              |
| 2     | 8 octobre  | Giants de San Francisco | Cubs de Chicago         | 2 - 5              |
| 3     | 10 octobre | Cubs de Chicago         | Giants de San Francisco | 5 - 6 (13 manches) |
| 4     | 11 octobre | Cubs de Chicago         | Giants de San Francisco | 6 - 5              |

### Match 1
Vendredi 7 octobre 2016 au Wrigley Field, Chicago, Illinois.
| Giants de San Francisco | 0 | 0 | 0 | 0 | 0 | 0 | 0 | 0 | 0 | 0 | 6 | 0 |
| Cubs de Chicago | 0 | 0 | 0 | 0 | 0 | 0 | 0 | 1 | X | 1 | 3 | 0 |
| Lanceurs partants : SF : Johnny Cueto CHC : Jon Lester Vic. : Jon Lester (1-0) Déf. : Johnny Cueto (0-1) Sauv. : Aroldis Chapman (1) HRs: CHC : Javier Báez (1) |   |   |   |   |   |   |   |   |   |   |   |   |

Javier Báez frappe un coup de circuit en fin de 8e manche pour donner aux Cubs une victoire de 1-0, réussissant un des 3 coups sûrs obtenus par Chicago contre le lanceur des Giants Johnny Cueto, qui livre une brillante performance de 10 retraits sur des prises. Le lanceur gagnant pour les Cubs, Jon Lester, limite San Francisco à 5 coups sûrs, mais aucun après la 4e manche.

### Match 2
Samedi 8 octobre 2016 au Wrigley Field, Chicago, Illinois.
| Giants de San Francisco | 0 | 0 | 2 | 0 | 0 | 0 | 0 | 0 | 0 | 2 | 6 | 1 |
| Cubs de Chicago | 1 | 3 | 0 | 1 | 0 | 0 | 0 | 0 | X | 5 | 9 | 3 |
| Lanceurs partants : SF : Jeff Samardzija CHC : Kyle Hendricks Vic. : Travis Wood (1-0) Déf. : Jeff Samardzija (0-1) Sauv. : Aroldis Chapman (2) HRs: CHC : Travis Wood (1) |   |   |   |   |   |   |   |   |   |   |   |   |

Le lanceur partant des Giants, Jeff Samardzija, accorde 4 points et ne lance que deux manche. Un coup sûr de son adversaire, le lanceur partant des Cubs Kyle Hendricks, produit notamment deux points en 2e manche. Hendricks quitte le match, blessé, en 4e manche, après avoir été atteint par une balle frappée en flèche par Ángel Pagán. Son remplaçant, Travis Wood, devient en 4e manche le premier lanceur de relève à frapper un circuit en match éliminatoire depuis Rosy Ryan des Giants de New York lors du 3e affrontement de la Série mondiale 1924.

### Match 3
Lundi 10 octobre 2016 au AT&T Park, San Francisco, Californie.
| Cubs de Chicago | 0 | 3 | 0 | 0 | 0 | 0 | 0 | 0 | 2 | 0 | 0 | 0 | 0 | 5 | 10 | 2 |
| Giants de San Francisco | 0 | 0 | 1 | 0 | 1 | 0 | 0 | 3 | 0 | 0 | 0 | 0 | 1 | 6 | 13 | 1 |
| Lanceurs partants : CHC : Jake Arrieta SF : Madison Bumgarner Vic. : Ty Blach (1-0) Déf. : Mike Montgomery (0-1) HRs : CHC : Jake Arrieta (1), Kris Bryant (1) |   |   |   |   |   |   |   |   |   |   |   |   |   |   |    |   |

La séquence record de Madison Bumgarner prend fin après 24 manches consécutives sans accorder de points en séries éliminatoires, lorsqu'il accorde un coup de circuit de trois points à son rival, le lanceur Jake Arrieta. Menés 3-2 en 8e manche, les Giants menacent et le gérant des Cubs Joe Maddon dépêche Aroldis Chapman au monticule mais Conor Gillaspie, héros du match de meilleur deuxième face aux Mets,, frappe une balle rapide de 163 km/h pour un triple de deux points au champ droit. Les Giants envoient Sergio Romo au monticule en 9e manche pour protéger une avance de 5-3 mais le circuit de Kris Bryant égale la marque à 5-5. En 13e manche, Joe Panik frappe le 57e lancer du releveur Mike Montgomery pour un double, faisant marquer Brandon Crawford et donnant aux Giants une victoire de 6-5.
Il s'agissait du 10e match de suite gagné par les Giants lorsqu'ils faisaient face à l'élimination, un record du baseball majeur, et une séquence amorcée en 2012.

### Match 4
Mardi 11 octobre 2016 au AT&T Park, San Francisco, Californie.
| Cubs de Chicago | 0 | 0 | 1 | 0 | 1 | 0 | 0 | 0 | 4 | 6 | 6  | 0 |
| Giants de San Francisco | 1 | 0 | 0 | 2 | 2 | 0 | 0 | 0 | 0 | 5 | 11 | 2 |
| Lanceurs partants : CHC : John Lackey SF : Matt Moore Vic. : Héctor Rondón (1-0) Déf. : Will Smith (0-1) Sauv. : Aroldis Chapman (3) HRs : CHC : David Ross (1) |   |   |   |   |   |   |   |   |   |   |    |   |

Tenus en respect par Matt Moore, qui ne leur accorde que deux coups sûrs et deux points (un seul mérité) durant 8 manches, les Cubs de Chicago sont menés 5-2 lorsqu'ils marquent 4 points en début de 9e manche pour gagner le dernier match 6-5.
Se tournant après le départ de Moore vers un groupe de releveurs ayant saboté 31 avances en 2016 (dont 30 en saison régulière), le gérant des Giants Bruce Bochy utilise 5 lanceurs, dont 4 face aux 4 premiers frappeurs du début de la 9e manche. La remontée des Cubs s'effectue de la façon suivante : simple de Kris Bryant contre Derek Law et but-sur-balles accordé par Javier López à Anthony Rizzo ; un double de Ben Zobrist contre Sergio Romo porte la marque à 5-4 Giants ; contre Will Smith, Willson Contreras frappe un simple pour égaler le score et Jason Heyward est sauf sur un optionnel ; puis le point qui porte les Cubs en avant 6-5 est produit par un coup sûr de Javier Báez aux dépens de Hunter Strickland. C'était la première fois depuis 1911 que la franchise des Giants perdait un match éliminatoire qu'elle menait après 8 manches de jeu.
Avant cette défaite, les Giants avaient, depuis leur Série de divisions 2012, remporté 10 fois sur 10 des matchs où ils faisaient face à l'élimination, un record du baseball majeur,. Après avoir gagné 11 rondes éliminatoires de suite (en 2010, 2012, 2014 et 2016), San Francisco est éliminé pour la première fois depuis la Série de divisions 2003.

## Dodgers de Los Angeles vs Nationals de Washington
Les Nationals de Washington remportent leur 3e titre en 5 ans de la division Est de la Ligue nationale, leurs succès de 2012, 2014 et 2016 ayant été coupés par les saisons de 2013 et 2015 où ils furent exclus des séries éliminatoires. Avec 95 victoires et 67 défaites, les Nationals remportent 12 parties de plus qu'en 2015 et terminent 8 matchs devant leurs plus proches poursuivants, les Mets de New York.
En 2016, les Dodgers de Los Angeles remportent le titre de la division Ouest de la Ligue nationale pour la 4e année consécutive. Avec une victoire de moins qu'en 2015 et une fiche de 91 succès et 71 défaites, les Dodgers terminent 4 matchs devant le club de seconde place, les Giants de San Francisco.
Les Nationals n'ont jamais remporté de série éliminatoire depuis l'arrivée de la franchise à Washington en 2005, ayant été éliminé dans les Séries de division en 2012 et 2014. Les Dodgers, quant à eux, ont été éliminés dans cette même ronde éliminatoire en 2014 et 2015 et n'ont pas accédé au tour suivant depuis 2013. En saison régulière 2016, les Dodgers ont remporté 5 des 6 matchs joués contre les Nationals. Washington et Los Angeles s'affrontent pour la première fois en matchs d'après-saison, mais l'ancienne incarnation des Nationals, les Expos de Montréal, avaient perdu une Série de divisions en 1981 face aux Dodgers dans le seul précédent duel ayant opposé les deux franchises.
Éprouvés par les blessures en fin de saison régulière, les Nationals sont privés d'un de leurs as lanceurs, Stephen Strasburg, pour la Série de divisions. Leur receveur Wilson Ramos est sur la liste des joueurs blessés jusqu'à la saison suivante alors que les joueurs étoiles Bryce Harper et Daniel Murphy ont été blessés en toute fin de calendrier régulier. À l'opposé, les Dodgers ont finalement un effectif en santé après avoir en 2016 établi un record du baseball majeur en plaçant 28 joueurs différents sur la liste des blessés.
Cette série marque le premier affrontement en éliminatoires de l'histoire du baseball majeur entre deux clubs dirigés par des Afro-Américains : Dusty Baker à la barre des Nationals et Dave Roberts (qui est né au Japon) aux commandes des Dodgers.

### Calendrier des rencontres
| Match | Date       | Visiteur                | Hôte                    | Score |
| ----- | ---------- | ----------------------- | ----------------------- | ----- |
| 1     | 7 octobre  | Dodgers de Los Angeles  | Nationals de Washington | 4 - 3 |
| 2     | 9 octobre  | Dodgers de Los Angeles  | Nationals de Washington | 2 - 5 |
| 3     | 10 octobre | Nationals de Washington | Dodgers de Los Angeles  | 8 - 3 |
| 4     | 11 octobre | Nationals de Washington | Dodgers de Los Angeles  | 5 - 6 |
| 5     | 13 octobre | Dodgers de Los Angeles  | Nationals de Washington | 4 - 3 |

### Match 1
Vendredi 7 octobre 2016 au Nationals Park, Washington, District de Columbia.
| Dodgers de Los Angeles | 1 | 0 | 3 | 0 | 0 | 0 | 0 | 0 | 0 | 4 | 8 | 1 |
| Nationals de Washington | 0 | 0 | 2 | 1 | 0 | 0 | 0 | 0 | 0 | 3 | 9 | 0 |
| Lanceurs partants : LAD : Clayton Kershaw WAS : Max Scherzer Vic. : Clayton Kershaw (1-0) Déf. : Max Scherzer (0-1) Sauv. : Kenley Jansen (1) HRs : LAD : Corey Seager (1), Justin Turner (1) |   |   |   |   |   |   |   |   |   |   |   |   |

Grâce notamment aux circuits de Corey Seager et Justin Turner, les Dodgers prennent tôt une avance de 4-0 après 3 manches face au lanceur partant étoile des Nationals, Max Scherzer. L'as des Dodgers, Clayton Kershaw, n'est pas à son meilleur mais réussit à limiter les dommages à 3 points. Corey Seager est à 22 ans le plus jeune joueur de l'histoire des Dodgers à frapper un circuit en match éliminatoire.

### Match 2
Dimanche 9 octobre 2016 au Nationals Park, Washington, District de Columbia.
| Dodgers de Los Angeles | 1 | 0 | 1 | 0 | 0 | 0 | 0 | 0 | 0 | 2 | 8 | 0 |
| Nationals de Washington | 0 | 0 | 0 | 3 | 1 | 0 | 1 | 0 | X | 5 | 9 | 0 |
| Lanceurs partants : LAD : Rich Hill WAS : Tanner Roark Vic. : Blake Treinen (1-0) Déf. : Rich Hill (0-1) Sauv. : Mark Melancon (1) HRs : LAD : Corey Seager (2) WAS : José Lobatón (1) |   |   |   |   |   |   |   |   |   |   |   |   |

Initialement prévu pour le 8 octobre, ce match est remis au 9 octobre en après-midi en raison de la météo défavorable à Washington.

### Match 3
Lundi 10 octobre 2016 au Dodger Stadium, Los Angeles, Californie.
| Nationals de Washington | 0 | 0 | 4 | 0 | 0 | 0 | 0 | 0 | 4 | 8 | 9 | 0 |
| Dodgers de Los Angeles | 1 | 0 | 0 | 0 | 2 | 0 | 0 | 0 | 0 | 3 | 6 | 1 |
| Lanceurs partants : WAS : Gio Gonzalez LAD : Kenta Maeda Vic. : Sammy Solis (1-0) Déf. : Kenta Maeda (0-1) HRs : WAS : Anthony Rendon (1), Jayson Werth (1) LAD : Carlos Ruiz (1) |   |   |   |   |   |   |   |   |   |   |   |   |

### Match 4
Mardi 11 octobre 2016 au Dodger Stadium, Los Angeles, Californie.
| Nationals de Washington | 1 | 0 | 1 | 0 | 0 | 0 | 3 | 0 | 0 | 5 | 8 | 0 |
| Dodgers de Los Angeles | 2 | 0 | 2 | 0 | 1 | 0 | 0 | 1 | X | 6 | 7 | 1 |
| Lanceurs partants : WAS : Joe Ross LAD : Clayton Kershaw Vic. : Joe Blanton (1-0) Déf. : Blake Treinen (1-1) Sauv. : Kenley Jansen (2) HRs: LAD : Adrian Gonzalez (1) |   |   |   |   |   |   |   |   |   |   |   |   |

### Match 5
Jeudi 13 octobre 2016 au Nationals Park, Washington, District de Columbia.
| Dodgers de Los Angeles | 0 | 0 | 0 | 0 | 0 | 0 | 4 | 0 | 0 | 4 | 8 | 0 |
| Nationals de Washington | 0 | 1 | 0 | 0 | 0 | 0 | 2 | 0 | 0 | 3 | 7 | 0 |
| Lanceurs partants : LAD : Rich Hill WAS : Max Scherzer Vic. : Julio Urías (1-0) Déf. : Marc Rzepczynski (0-1) Sauv. : Clayton Kershaw (1) HRs : LAD : Joc Pederson (1) WAS : Chris Heisey (1) |   |   |   |   |   |   |   |   |   |   |   |   |

Joué en 4 heures et 32 minutes, cet affrontement est le plus long match de 9 manches de l'histoire des séries éliminatoires, un record qui sera battu l'année suivante par le 5e match d'une série entre les Nationals et les Cubs de Chicago en Séries de divisions 2017.